# Шибеко Валерій Геннадійович
Валерій Геннадьєвіч Шібеко (рос. Валерий Геннадьевич Шибеко) — російський дипломат та шпигун. В.о. Генерального консула Російської Федерації в Одесі (Україна). Персона нон ґрата в Україні (2015)

## Біографія
Працював начальником відділу міжнаціональних інформаційних проблем Міністерства іноземних справ Росії.
Радник Генерального консульства Російської Федерації в українському місті Одеса.
З березня 2014 по липень 2015 — В.о. Генерального консула Російської Федерації в українському місті Одеса. За цей період проводив роботу не сумісну з діяльністю дипломата, що є порушенням положення Віденської конвенції про консульські зносини. У липня 2015 рішенням Міністерства закордонних справ України за поданням Служби безпеки України був оголошений персоною нон ґрата.